# Jacques Diouf
Jacques Diouf, född 1 augusti 1938 i Saint-Louis, Senegal, död 17 augusti 2019 i Paris, Frankrike, var en senegalesisk diplomat som var generaldirektör för FN:s livsmedels- och jordbruksorganisation (FAO) mellan 1994 och 2011.